# Formation d'Oxford Clay
La formation d'Oxford Clay est une formation rocheuse sédimentaire marine sous-jacente à une grande partie du sud-est de l'Angleterre, d'aussi loin à l'ouest que le Dorset et d'aussi loin au nord que le Yorkshire. La formation d'Oxford Clay date du Jurassique, plus précisément des âges Callovien et Oxfordien, et comprend deux faciès principaux. Le faciès inférieur comprend le membre de Peterborough, un mudstone fossilifère riche en matières organiques. Ce faciès et ses roches sont communément appelés argile inférieure d'Oxford. Le faciès supérieur comprend l'argile d'Oxford moyen, le membre de Stewartby, et l'argile d'Oxford supérieure, le membre de Weymouth. Le faciès supérieur est un assemblage pauvre en fossiles de mudstones en calcaires.
La formation d'Oxford Clay apparaît à la surface autour d'Oxford, de Peterborough et de Weymouth et est exposée dans de nombreuses carrières autour de ces zones. Le sommet de l'argile d'Oxford inférieur montre un changement lithologique, où le schiste fissile se transforme en mudstone gris. La formation d'Oxford Clay moyen et supérieur diffèrent légèrement, car elles sont séparées par un calcaire argileux dans les South Midlands.